# La Fouine
La Fouine, nom artístic de Laouni Mouhid (Trappes, 25 de desembre de 1981) és un raper, cantant, actor i productor francès d'origen marroquí.
També es va crear una línia de roba streetwear, denominada carrer Swagg i el seu propi segell discogràfic, Banlieue Sale. La Fouine va ser triat com el millor artista francès en els MTV Europe Music Awards el 2011 i el millor artista masculí a Trace Urban Music Awards el 2013. A l'abril de 2014, el raper parisenc creat un nou segell discogràfic, Musique Dynastie.

## Biografia
Nascut a Trappes, un pare i una mare marroquina, Laouni té 6 germans, i va créixer en els suburbis de París, al departament de Yvelines. Deixant els estudis als 15 anys per dedicar-se al rap i va donar els seus primers cursos de teoria de la música i de tambor. La Fouine, qui en aquest moment es va anomenar Forcené, és un membre actiu del col·lectiu SGP. Forma part dels FORS efímeres grup de DJ VR (Hervé) i Le Griffon (Tarek Medimegh), creat principalment per a la competició 2 R puissance art de la ciutat de La Verrière, en la qual va obtenir el segon premi.
La Fouine es va casar i va tenir una filla el 2003, que es diu Fàtima com la seva mare. La mort del seu pare al 2005 va inspirar la cançó Je regarde là-haut. Al 2003, va signar un contracte amb Sony i un treball a l'ajuntament a Trappes es va convertir en mediador en els barris 'sensibles' a la ciutat.
El 2005 va llançar el seu primer àlbum, Bourré Au Son. El 12 de març 2007 va llençar el seu segon àlbum titulat Aller-Retour. El seu tercer àlbum Mes Repères, publicat al febrer de 2009, va vendre 150.000 còpies i va obtenir dos discs d'or a l'octubre de 2009. En el disc hi ha tres col·laboracions: Soprano, Repartir en un zero, Soprano Sefyu a Ca fait mal (Remix) i Cañardo (el seu germà menor) en Hamdoulah Moi Ca Va.
A l'octubre de 2010, s'alliberen nombroses entrevistes en què va anunciar que el seu quart àlbum serà llençat el 14 de febrer de 2011. El primer senzill del seu àlbum doble titulat La Fouine vs Laouni és el resultat d'una col·laboració amb Rohff i es titula Le Passe-Leur Salam. Veni és el segon single i el tercer és Caillra per a la vida, peça creada en col·laboració amb el raper de Califòrnia The Game (que inclouen algunes rimes en francès). El quart extracte es diu Papa i La Fouine en ella parla del seu pare.
Donat l'èxit de l'àlbum, que ven 100.000 còpies obtenint doble disc de platí, al 15 juny de 2011 publica una nova edició, La Fouine et Laouni, que inclou l'àlbum original, més cançons inèdites i una remescla de Veni. El mixtape capital Du Crime Volum 3 es va publicar el 28 de novembre de 2011. L'àlbum La Fouine ha col·laborat amb nombrosos artistes, incloent algunes estrelles nord-americanes.
El 10 setembre de 2012 revela als seus fans el nom del seu cinquè àlbum, drôle de Parcours, que serà publicat el 2013. El primer extracte és Paname amb un vídeo clip al canal oficial de YouTube de la Fouine i que ara compta amb més de 19 milions de visites. El segon extracte és A l'époque. El tercer extracte, es Passe quelque Chose. En el disc també hi ha el raper nord-americà French Montana, també d'origen marroquí.
Al 2013 anuncia un nou projecte amb tres joves artistes de la venda de Banlieue: Fababy, Sultan i Sindy, la creació del grup BS equip. El primer extracte de l'àlbum equip BS és un single del mateix nom que va ser publicat el 5 de novembre de 2013. L'àlbum va ser disc d'or per haver superat les 50.000 còpies venudes.
Paral·lelament a aquest projecte, La Fouine anuncia el seu retorn a l'estudi per a la preparació del quart volum de la sèrie de Capital Du Crime. El 4 setembre 2013 van llençar el single La Fête donis Meres, primer extracte CDC4. La Fouine revela la da d' alliberament de capital Du Crime prevista per al 24 de novembre de 2014.

## Discografia
Àlbum
- 2005 - Bourré Au Son
- 2007 - Aller-Retour
- 2009 - Mes Repères
- 2011 - La Fouine vs Laouni
- 2011 - La Fouine et Laouni (riedizione di La Fouine vs Laouni)
- 2013 - Drôle De Parcours
- 2014 - Team BS
- 2016 - Nouveau Monde

Mixtape
- 2004: Planète Trappes
- 2006: Planète Trappes Volum 2
- 2008: Capitale Du Crime
- 2010: Capitale Du Crime Volum 2
- 2011: Capitale Du Crime Volum 3
- 2014: Capitale Du Crime Volum 4

Altres
- Mon Autobiographie (2004)
- Quelque chose de Spécial (2004)
- L'unité Feat Jmi Sissoko (2004)
- Reste en chien Feat Booba (2007)
- Qui peut me stopper ? (2007)
- Banlieue sale (2007)
- On s'en bat les couilles (2007)
- Tombé pour elle (featuring Amel Bent) (2007)
- Cherche la monnaie (2008)
- Ca fait mal (featuring Soprano e Sefyu; remix di DJ Battle) (2008)
- Tous les memes (2009)
- Du Ferme (2009)
- Hamdoulah moi ça va (feat. Canardo) (2009)
- Chips (2009)
- Krav Maga (2009)
- Banlieue sale music (2) (2009)
- La3bine (featuring Don Bigg) (2009)
- Nés Pour briller (feat.Canardo,skry,Green,Mlc) (2010)
- Pleure pas (feat. Green, Canardo et Kennedy) (2010)
- Viser La Victoire (Feat Admiral T & Medine - 2010)
- Passe leur le Salam (featuring Rohff) (15/11/2010)
- Veni, vidi, vici (2010)
- Caillra For Life (2010) (featuring The Game) (15/12/2010)
- Papa (23/12/2010)
- Les soleils de minuit (2011)
- Toute la night (2011)
- Ma meilleure ft. Zaho (15/04/2013)

## Videografia
- 2004: Banlieue Ouest feat. VF Gang
- 2005: Mon autobiographie
- 2005: l'unité feat. Jmi-sissoko
- 2005: Quelque chose de special feat. Eilijah
- 2006: Etat des lieux
- 2007: Reste en chien feat. Booba
- 2007: Qui peut me stopper
- 2007: Banlieue Sale feat. Gued'1 et Kennedy
- 2007: On s'en bat les c******s
- 2007: Responsable feat. Manu Key
- 2008: Tombé pour elle feat. Amel Bent
- 2008: Cherche la monnaie
- 2008: Dignity avec Matchstick
- 2008: Ca fait mal Remix feat. Soprano & Sefyu
- 2008: Tous les memes
- 2009: Du ferme
- 2009: Moi hamdulah cava feat. Canardo* 2009 : Krav maga
- 2009: Banlieue Sale Music feat. Nessbeal* 2009 : Krav maga Remix feat. Canardo, Gued'1, Green, MLC
- 2010: Nés pour Briller feat. Canardo, Green, MLC
- 2010: Mauvais Oeil feat. Green
- 2010: Viser la victoire feat. Admiral T & Medine
- 2010: Passe leur le salam feat. Rohff
- 2010: Caillra for life feat. Game
- 2011: Veni, Vidi, Vici
- 2011: Nhar Sheitan Click
- 2011: Papa
- 2011: D'où L'on Vient
- 2011: Toute la night
- 2011: VNTM.com feat. DJ Khaled
- 2011: Vécu feat. Kamelancien
- 2011: J'arrive en balle feat. Fababy
- 2011: Ben Laden
- 2011: C'est bien de... feat. Fababy
- 2011: C'est ça le thème
- 2011: Rollin' Like A Boss La Fouine featuring T-Pain & Mackenson

## Cinema
- 2009: Banlieue 13: Ultimatum
- 2012: Un marocain à Paris
- 2012: Rouleur de journeaux
- 2012: cortometraggio: Saïd
- 2013: cortometraggio: Ride or die

## Televisió
- 2012: Soda
- 2013: Popstars
- 2013: Le Dézaping du Studio Bagel
- 2013: Nos chers voisins
- 2014: Touche pas à mon poste!
- 2014: A toute épreuve

## Web-series
- 2009: Lourd De Fou
- 2011: Fouiny Story I
- 2011: Fouiny Story II
- 2012: Fouiny Story III2011: Fouiny Story I
- 2011: Fouiny Story II
- 2012: Fouiny Story III